# Contopus latirostris
Contopus latirostris là một loài chim trong họ Tyrannidae.